# Hans Vestberg

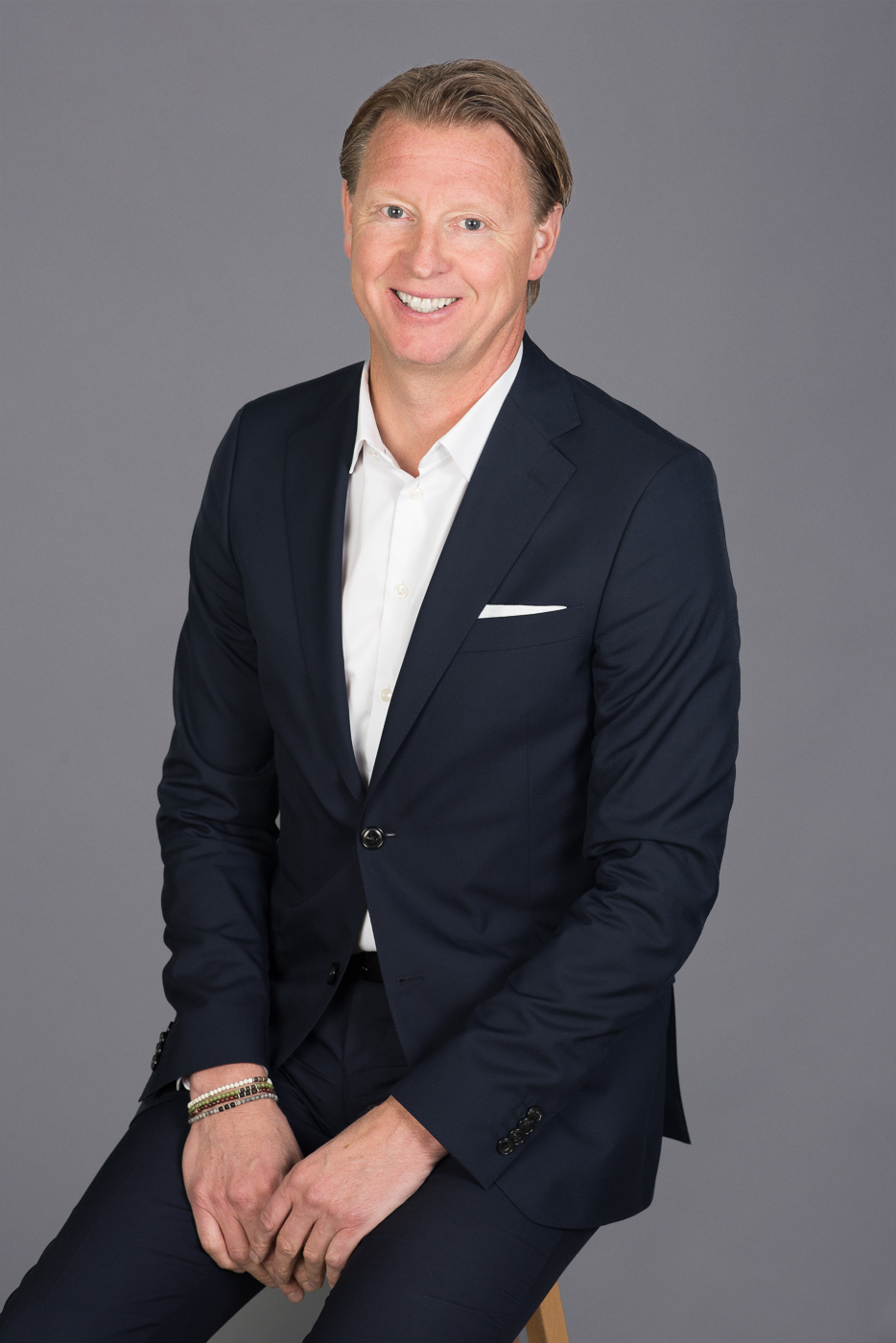
Hans Vestberg (2018)

Hans Erik Vestberg (* 23. Juni 1965 in Hudiksvall, Hälsingland, geboren als Hans Erik Westberg) ist ein schwedischer Ökonom und Geschäftsmann. Ab 2007 war er Finanzvorstand bei Ericsson. Vom 1. Januar 2010 bis zum 26. Juli 2016 war er dort verkställande direktör (Vorstandsvorsitzender bzw. CEO). Seit dem 1. August 2018 ist er in selber Funktion beim US-Mobilfunkkonzern Verizon tätig.

## Ausbildung und berufliche Entwicklung
Vestberg studierte Betriebswirtschaftslehre an der Universität Uppsala und schloss das Studium 1991 mit einem Civilingeniörexamen ab. Anschließend bekam er eine Anstellung beim Ericsson-Tochterunternehmen Ericsson Cables in seinem Heimatort Hudiksvall. Daraufhin durchlief er verschiedene Führungspositionen bei Ericsson in Schweden, aber auch in China, Chile und Brasilien.
2003 wurde Vestberg Chef des Unternehmensbereichs Global Services und gleichzeitig Senior Vice President, 2005 dann Executive Vice President. Im Oktober 2007 wurde er zum Finanzvorstand sowie First Executive Vice President ernannt.
Am 25. September 2009 teilte Ericsson mit, dass der bis dahin amtierende CEO Carl-Henric Svanberg den Konzern zum Jahresende verlässt und Hans Vestberg seine Nachfolge antreten soll. Aufgrund negativer Geschäftsentwicklung wurde er im Juli 2016 aus diesem Amt entlassen. Sein Nachfolger ist seit Januar 2017 Börje Ekholm.

## Familie und Freizeit
Hans Vestberg ist verheiratet und Vater zweier Kinder.
In seiner Freizeit widmet er sich unter anderem dem Handballsport. In seiner Jugend war er als Handballspieler in der ersten schwedischen Liga aktiv, etwa bei den Vereinen Stockholmspolisens IF und SoIK Hellas. Von 2007 bis 2016 war er Vorsitzender des Schwedischen Handballverbandes und war dann für zwei Jahre an der Spitze des Nationalen Olympischen Komitees Schwedens.